# Bahnstrecke Skara–Hönsäters hamn
| Streckennummer: | SKWJ                        |                                                                  |                                                                  |
| Streckenlänge: | 30 km                       |                                                                  |                                                                  |
| Spurweite: | 891 mm (schwed. 3-Fuß-Spur) |                                                                  |                                                                  |
| Maximale Neigung: | 12,5 ‰                      |                                                                  |                                                                  |
| Minimaler Radius: | 300 m                       |                                                                  |                                                                  |
| Streckengeschwindigkeit: | 35 km/h                     |                                                                  |                                                                  |
| |                             |                                                                  |                                                                  |
| \| \| 30 \| Hönsäters hamn \| Hönsäters hamn \| \| \| \| Anschluss Kalkgruben und Zementfabrik (600 mm) \| \| \| \| \| Bahnstrecke Lidköping–Forshem \| \| \| \| \| Bahnstrecke Mariestad–Gössäter von Forshem \| \| \| \| \| Anschluss Zementfabrik (600 mm) \| \| \| \| 157,029 \| Gössäter \| Gössäter \| \| \| 155,142 \| Kärrgården \| Kärrgården \| \| \| \| Malma–Haggårdens Järnväg zum Steinbruch (600 mm) \| \| \| \| 152,961 \| Kinnemalma (Malma bis 1. Okt. 1915, dann Kinne-Malma) \| Kinnemalma (Malma bis 1. Okt. 1915, dann Kinne-Malma) \| \| \| 147,423 \| Götene (früher Götened) \| Götene (früher Götened) \| \| \| 146,100 \| Vättlösa \| Vättlösa \| \| \| 12 – \| Lundsbrunn Kurort \| Lundsbrunn Kurort \| \| \| 11 140,502 \| Lundsbrunn \| Lundsbrunn \| \| \| \| Järnvägens grustag (Kiesgrube der SKWJ) \| \| \| \| 10 – \| Dala kvarn \| Dala kvarn \| \| \| 9 – \| Skogsmark \| Skogsmark \| \| \| 8 137,388 \| Myråsen \| Myråsen \| \| \| 4 133,900 \| Tveta \| Tveta \| \| \| \| Bahnstrecke Skara–Timmersdala (STJ) von Timmersdala (ab 1912) \| \| \| \| \| Bahnstrecke Lidköping–Stenstorp (LSSJ) von Stenstorp (bis 1912) \| \| \| \| \| Bahnstrecke Lidköping–Stenstorp (LSSJ) von Lidköping (ab 1912) \| \| \| \| \| Bahnstrecke Göteborg–Skara von Göteborg (bis 1912) \| \| \| \| 0 129,315 \| Skara 1874 \| 113 m ö.h. \| \| \| \| Bahnstrecke Skara–Timmersdala (STJ) nach Timmersdala (bis 1912) \| \| \| \| \| Bahnstrecke Lidköping–Stenstorp (LSSJ) nach Stenstorp (ab 1912) \| \| \| \| \| Bahnstrecke Lidköping–Stenstorp (LSSJ) nach Lidköping (bis 1912) \| \| \| \| \| Bahnstrecke Göteborg–Skara (VGJ) nach Göteborg (ab 1912) \| \| \| \| \| \| \| \| Quellen: [1][2] \| \| \| \| |                             |                                                                  |                                                                  |
| Betriebsstelle Streckenanfang (Strecke außer Betrieb) | 30                          | Hönsäters hamn                                                   | Hönsäters hamn                                                   |
| Abzweig geradeaus und nach rechts (Strecke außer Betrieb) |                             | Anschluss Kalkgruben und Zementfabrik (600 mm)                   | Anschluss Kalkgruben und Zementfabrik (600 mm)                   |
| Kreuzung geradeaus unten (Strecke geradeaus außer Betrieb) |                             | Bahnstrecke Lidköping–Forshem                                    | Bahnstrecke Lidköping–Forshem                                    |
| Abzweig geradeaus und von links (Strecke außer Betrieb) |                             | Bahnstrecke Mariestad–Gössäter von Forshem                       | Bahnstrecke Mariestad–Gössäter von Forshem                       |
| Abzweig geradeaus und von rechts (Strecke außer Betrieb) |                             | Anschluss Zementfabrik (600 mm)                                  | Anschluss Zementfabrik (600 mm)                                  |
| Bahnhof (Strecke außer Betrieb) | 157,029                     | Gössäter                                                         | Gössäter                                                         |
| Bahnhof (Strecke außer Betrieb) | 155,142                     | Kärrgården                                                       | Kärrgården                                                       |
| Abzweig geradeaus und von rechts (Strecke außer Betrieb) |                             | Malma–Haggårdens Järnväg zum Steinbruch (600 mm)                 | Malma–Haggårdens Järnväg zum Steinbruch (600 mm)                 |
| Bahnhof (Strecke außer Betrieb) | 152,961                     | Kinnemalma (Malma bis 1. Okt. 1915, dann Kinne-Malma)            | Kinnemalma (Malma bis 1. Okt. 1915, dann Kinne-Malma)            |
| Bahnhof (Strecke außer Betrieb) | 147,423                     | Götene (früher Götened)                                          | Götene (früher Götened)                                          |
| Haltepunkt / Haltestelle (Strecke außer Betrieb) | 146,100                     | Vättlösa                                                         | Vättlösa                                                         |
| Haltepunkt / Haltestelle Strecke bis hier außer Betrieb | 12 –                        | Lundsbrunn Kurort                                                | Lundsbrunn Kurort                                                |
| Bahnhof | 11 140,502                  | Lundsbrunn                                                       | Lundsbrunn                                                       |
| Abzweig geradeaus und ehemals nach rechts |                             | Järnvägens grustag (Kiesgrube der SKWJ)                          | Järnvägens grustag (Kiesgrube der SKWJ)                          |
| Haltepunkt / Haltestelle | 10 –                        | Dala kvarn                                                       | Dala kvarn                                                       |
| Haltepunkt / Haltestelle | 9 –                         | Skogsmark                                                        | Skogsmark                                                        |
| Haltepunkt / Haltestelle | 8 137,388                   | Myråsen                                                          | Myråsen                                                          |
| Haltepunkt / Haltestelle | 4 133,900                   | Tveta                                                            | Tveta                                                            |
| Abzweig geradeaus und ehemals von links |                             | Bahnstrecke Skara–Timmersdala (STJ) von Timmersdala (ab 1912)    | Bahnstrecke Skara–Timmersdala (STJ) von Timmersdala (ab 1912)    |
| Abzweig geradeaus und ehemals von links |                             | Bahnstrecke Lidköping–Stenstorp (LSSJ) von Stenstorp (bis 1912)  | Bahnstrecke Lidköping–Stenstorp (LSSJ) von Stenstorp (bis 1912)  |
| Abzweig geradeaus und ehemals von rechts |                             | Bahnstrecke Lidköping–Stenstorp (LSSJ) von Lidköping (ab 1912)   | Bahnstrecke Lidköping–Stenstorp (LSSJ) von Lidköping (ab 1912)   |
| Abzweig geradeaus und ehemals von rechts |                             | Bahnstrecke Göteborg–Skara von Göteborg (bis 1912)               | Bahnstrecke Göteborg–Skara von Göteborg (bis 1912)               |
| Kopfbahnhof Strecke ab hier außer Betrieb | 0 129,315                   | Skara 1874                                                       | 113 m ö.h.                                                       |
| Abzweig geradeaus und nach links (Strecke außer Betrieb) |                             | Bahnstrecke Skara–Timmersdala (STJ) nach Timmersdala (bis 1912)  | Bahnstrecke Skara–Timmersdala (STJ) nach Timmersdala (bis 1912)  |
| Abzweig geradeaus und nach links (Strecke außer Betrieb) |                             | Bahnstrecke Lidköping–Stenstorp (LSSJ) nach Stenstorp (ab 1912)  | Bahnstrecke Lidköping–Stenstorp (LSSJ) nach Stenstorp (ab 1912)  |
| Abzweig geradeaus und nach rechts (Strecke außer Betrieb) |                             | Bahnstrecke Lidköping–Stenstorp (LSSJ) nach Lidköping (bis 1912) | Bahnstrecke Lidköping–Stenstorp (LSSJ) nach Lidköping (bis 1912) |
| Strecke (außer Betrieb) |                             | Bahnstrecke Göteborg–Skara (VGJ) nach Göteborg (ab 1912)         | Bahnstrecke Göteborg–Skara (VGJ) nach Göteborg (ab 1912)         |
| |                             |                                                                  |                                                                  |
| Quellen: |                             |                                                                  |                                                                  |

Die Bahnstrecke Skara–Hönsäters hamn (schwedisch Skara–Kinnekulle–Vänerns Järnväg (SKWJ)) war eine 1889 in Betrieb genommene schmalspurige Eisenbahnstrecke zwischen Skara und Hönsäters hamn am Vänern in Skaraborgs län in Schweden. Der Streckenabschnitt zwischen Skara und Lundsbrunn wird heute als Museumseisenbahn betrieben.

## Geschichte
In der Region um Kinnekulle wurden in den 1880er Jahren Diskussionen und Vorschläge für verschiedene Bahnstrecken zwischen den Städten Lidköping und Skara sowie Mariestad geführt. Einer der Gründe für das Interesse waren die großen Kalkvorkommen am Kinnekulle, zudem war Kinnekulle eine Touristenattraktion.
Drei dieser Vorschläge endeten konkret mit Mariestad–Kinnekulle Järnvägsaktiebolag (MKJ), 1889, Kinnekulle–Lidköpings Järnväg (KiLJ), 1897 und Skara–Kinnekulle–Vänerns Järnväg (SKWJ).

## Skara–Kinnekulle–Vänerns Järnvägsaktiebolag
Diese Bahnstrecke wurde bei einem Treffen im Dezember 1885 erstmals konkret besprochen. Bei einer späteren Sitzung am 28. Januar 1886 wurde Skara–Kinnekulle–Vänerns Järnvägsaktiebolag gegründet. Das Aktienkapital betrug 342.200 Kronen. Der erste Vorstand bestand aus Professor G. V. Hofling (Vorsitzender), Skara; Händler Alfr. Andersson, Skara; Direktor Lars Wilhelm Kylberg (technischer Direktor), Gössäter; Landwirt Carl Johansson, Hede; Eisenhüttendirektor Fredrik Sköldebrand, Hällekis und Carl Tham, Stora Lund. Diese beantragten die Konzession für die Strecke sowie ein Staatsdarlehen für den Bau.
Die Pläne der Strecke wurden von Ingenieur H. Östrand gezeichnet und die Kosten auf 638.000 Kronen geschätzt. Die Konzession wurde am 11. Juni 1886 erteilt und im selben Jahr wurde ein staatliches Darlehen in Höhe von 324.000 Kronen gewährt. Für die Streckenführung zwischen Skara und Vänern wurden zu diesem Zeitpunkt zwei Vorschläge diskutiert: einerseits von Skara über Lundsbrunn und Husaby, dann westlich an der Kirche von Husaby vorbei und am Osthang des Kinnekulle entlang über Gössäter nach Hönsäters hamn am Vänern und andererseits von Skara über Lundsbrunn und Götene östlich der Kirche von Kestad (Malma) nach Gössäter und Hönsäters hamn am Vänern.
Auf Grund des starken Einflusses von Vorstandsmitglied Carl Johansson aus Götene wurde der zweite Vorschlag ausgeführt.

## Bau der Strecke
Als Generalunternehmer für den Bau der Eisenbahn und die damit verbundenen Brücken und Gebäude wurde der Ingenieur und Reichstagsabgeordnete Anders Theodor Wallenius beauftragt. Die Vertragssumme betrug 638.000 Kronen. Im Frühjahr 1887 begann der Streckenbau, dieser wurde ohne größere Störungen durchgeführt. Zwischen Myråsen und Dala überquerten Bahndamm und Gleise über einen Holzunterbau einen Sumpf. Nachdem schon einige Bauzüge die Strecke befahren hatten, rutschte der gesamte Bahndamm in das Moor. Dank der Aufmerksamkeit des Personals und niedriger Geschwindigkeit gelang es dem herannahenden Zug, vor der Gleislücke zu stoppen. Es mussten rund 100 Güterwagen Füllmaterial herangeschafft werden, um den Bahndamm wieder zu stabilisieren.
Am 14. Dezember 1887 wurde die Strecke durch den Gouverneur Sjöcrona eröffnet, am Tag danach für den öffentlichen Verkehr freigegeben. Im Statistischen Jahrbuch 1889 wurden Baukosten in Höhe von 674.751 Kronen vermerkt. Die Strecke war mit Stahlschienen aus englischer Herstellung gebaut worden, die ein Metergewicht von 14,3 kg/m hatten.
Neben den Bahnhöfen baute man sieben Bahnwärterhäuser an der Strecke. Für Betrieb und Wartung der Fahrzeuge war in Gössäter ein zweiständiger Lokschuppen und ein Reparaturwerkstatt im südlichen Bahnhofsteil errichtet worden. Zudem wurde eine 10-Meter-Drehscheibe gebaut. In Skara entstand ein Rundlokschuppen mit zwei Stellplätzen und ebenfalls eine 10-Meter-Drehscheibe.

## Fahrzeuge
| Nummer | Name       | Bauart    | Achsfolge | Hersteller                               | Fabr.-Nr./ Baujahr | Besonderes |
| ------ | ---------- | --------- | --------- | ---------------------------------------- | ------------------ | --- |
| 1      | KINNEKULLE | Tenderlok | C t       | Lidköpings Mekaniska Verkstad, Lidköping | 1 / 1887           | Achsfolge später geändert in B 1, 1904 an Västergötland–Göteborgs Järnvägar, Nr. 12, dort erneut Achsfolge geändert in 1 B, verschrottet 1916 |
| 2      | WENERN     | Tenderlok | C t       | Lidköpings Mekaniska Verkstad, Lidköping | 2 / 1888           | Achsfolge später geändert in B 1, 1904 an Västergötland–Göteborgs Järnvägar, Nr. 13, dort erneut Achsfolge geändert in 1 B, verschrottet 1929 |

Diese beiden waren die einzigen Lokomotiven, die Lidköpings Mekaniska Verkstad je herstellte. Die Wagen kamen aus der gleichen Werkstatt: Für den Personenverkehr wurden sechs zweiachsige Personenwagen gekauft. Dies waren die ersten Wagen, die Plattformen mit Eingangstüren hatten. Ebenso wurden zwei zweiachsige Gepäckwagen gekauft. Der Güterverkehr wurde mit vier gedeckten und 18 offenen Güterwagen durchgeführt, an Spezialfahrzeugen standen sechs Kalkwagen und ein Schneepflug zur Verfügung. Diese Wagen waren allesamt zweiachsig. 

## Zugverkehr
Auf der Strecke zwischen Skara und Gössäter fand Personen- und Güterverkehr statt, während die restlichen drei Kilometer nach Hönsäters hamn nur von Güterzügen befahren wurden. Hier fuhren Personenzüge nur in Ausnahmefällen.
Eine weitere Ausnahme im regelmäßigen Personenverkehr gab es auf dem zwei Kilometer langen Streckenabschnitt Gössäter–Falkängen im Zeitraum vom 20. Dezember 1897 bis 17. Dezember 1898. Der Grund dafür war, dass Kinnekulle–Lidköpings Järnväg (KiLJ) vorerst ihre Züge in Hällekis enden ließ. Reisende zwischen den beiden Gesellschaften mussten dort umsteigen und den 400 Meter langen Weg zwischen Hällekis und Falkängen zu Fuß zurücklegen. Als die KiLJ 1898 fertig gebaut war, endete dieses Provisorium.
Der Personenverkehr von SKWJ und MMJ wurde gemeinsam verwaltet. So gab es durchgehende Züge Skara–Gössäter–Mariestad–Moholm. Die Lokomotiven, das Lokpersonal und das Zugpersonal wechselten in Gössäter und in Mariestad.
Der Bahnhof Malma wurde am 1. Oktober 1915 in Kinnevik umbenannt.

## Verkauf
1902 stellte der Vorstand der Västergötland–Göteborgs järnvägsaktiebolag Überlegungen an, das eigene Eisenbahnnetz zu erweitern, und nahm den Wunsch der SKWJ auf, beide Gesellschaften zu verschmelzen. Das Ergebnis der Verhandlungen wurde am 4. August 1903 von der Aktionärsversammlung der SKWJ genehmigt und die SKWJ verkaufte ihre Strecke für 434.361 Kronen. Die VGJ bezahlte mit einem staatlichen Darlehen in Höhe von 296.200 Kronen mit einer jährlichen Rückzahlungsrate von 4.661 Kronen, mit 13.500 Kronen in bar und mit eigenen Aktien für die restlichen rund 120.000 Kronen. Die Vereinbarung beinhaltete die Übernahme aller Mitarbeiter durch die VGJ.
Am 1. Januar 1904 wurde die SKWJ von der VGJ übernommen, danach wurden sämtliche Fahrzeuge bei der VGJ eingereiht.
Im Rahmen der allgemeinen Eisenbahnverstaatlichung wurde VGJ und damit diese Strecke an den Staat verkauft.
Details hierzu siehe unter: Verstaatlichung der VGJ.
Die Güterzugstrecke von Gössäter nach Hönsäters hamn wurde im Zusammenhang mit dem Umbau der Strecke zwischen Lidköping und Forshem auf Normalspur 1954 stillgelegt. Am 24. August 1970 endete der Verkehr auf der Strecke zwischen Götene und Forshem sowie der Personenverkehr zwischen Götene und Skara. Der Güterverkehr zwischen Götene und Skara endete 1984, die Gleise zwischen Landsbrunn und Gössäter wurden 1985 abgebaut. Zwischen Skara und Lundsbrunn wurde die Museumsbahn Skara–Lundsbrunns Järnvägar eingerichtet. Der Bahndamm auf dem ehemaligen Abschnitt Lundsbrunn–Götene–Gössäter bis Hönsäters ist größtenteils erhalten.

## Umbau Skara
Von Skara führte die Strecke bis 1912 parallel mit der LSSJ-Strecke nach Lidköping, um dann in Richtung Norden zu schwenken (alte SKVJ). Um das Wenden der Züge in Skara zu vermeiden, wurde der Bahnhof so umgestaltet, dass die Züge in Skara den Bahnhof in östlicher Richtung wie die Bahnstrecke Skara–Timmersdala verließen. Die neue Strecke führte über eine Schleife und traf nach einigen Kilometern wieder auf den alten Weg nach Gössäter.

## Malma–Haggårdens Järnväg
Von der Haltestelle Kinnemalma führte eine 2,1 km lange Schmalspurbahn mit 600 mm Spurweite, die Malma–Haggårdens Järnväg, zum Kalksteinbruch am Haggården.
Vom Bahnhof Gössäter wurde eine Zementfabrik bedient, vom Bahnhof Hönsäters hamn führte eine Güterbahn zu Kalksteinbrüchen und einer Zementfabrik.

## Museiföreningen Skara–Lundsbrunns Järnväg
Die Bahnstrecke Skara–Lundsbrunn gehört Museiföreningen Skara–Lundsbrunns Järnväg, die für die Unterhaltung zuständig ist. Der anschließende Streckenabschnitt zwischen Lundsbrunn und Forshem wurde 1985 abgebaut.
Die VGJ-Lokomotive Nr. 29 wurde nach ihrer Außerbetriebnahme als SJ Gp 3119 1966 in Verkebäck hinterstellt. Danach wurde eine Kampagne gestartet, um die Lokomotive in Skara, dem ehemaligen Eisenbahnknotenpunkt mit Strecken in fünf Richtungen, aufzustellen. Die Stadt Skara beschloss, einen Verein zu gründen, um die Lokomotive zu erhalten. Dieser Verein wurde „29:an“ genannt, er übernahm die Lokomotive Nr. 29 am 25. Januar 1967 in Skara.
VGJ 29 war ursprünglich als Denkmal für das Eisenbahnzeitalter in Skara gedacht, aber die Mitglieder des neu gegründeten Vereins hatten höhere Ansprüche. Noch bevor VGJ 29 restauriert wurde, gab es bereits 1965 im Zusammenhang mit Ostmässan in Skara Sonderfahrten mit historischem Eisenbahnmaterial. Als SJ den Güterverkehr nach Skara 1984 einstellte, wurde die Lage problematisch, da geplant war, die ehemalige VGJ-Strecke abzubauen. Der Verein schaffte es, den Abschnitt Skara–Lundsbrunn vom Staat zu übernehmen und damit das Eisenbahnmuseum als dauerhafte Einrichtung zu gründen.
Bei einem Brand 2008 wurde einer der ältesten Triebwagen vom Typ DEVA sowie andere Fahrzeuge zerstört.